# Olympiapark (München)

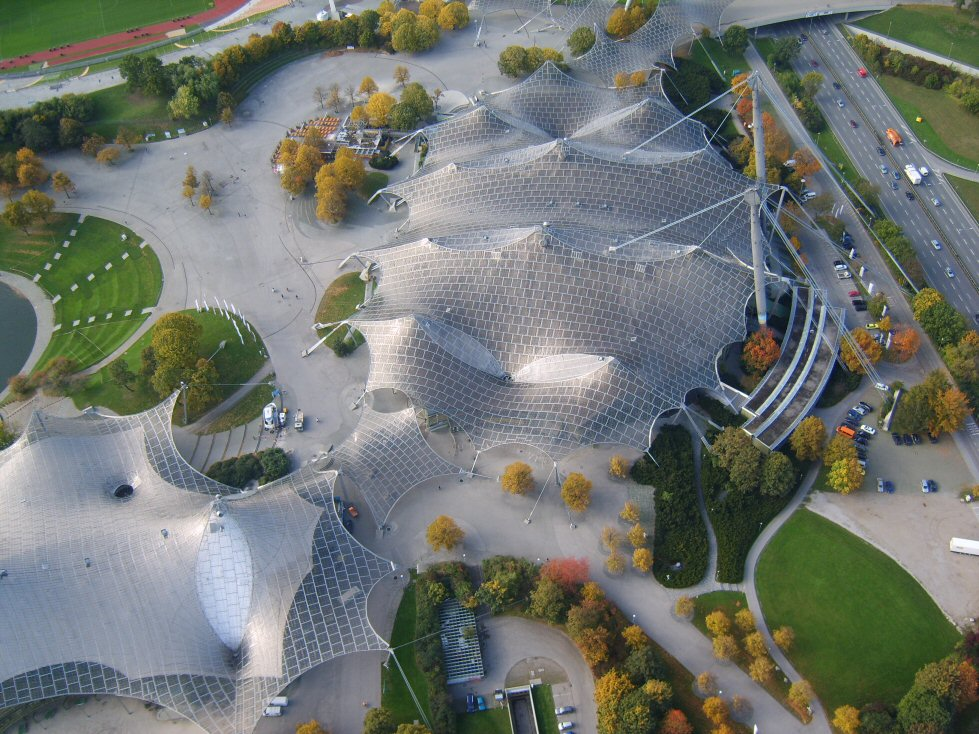
Olympiahalle a levegőből nézve

Az Olympiapark  egy városi park Németországban, Münchenben, az 1972. évi nyári olimpiai játékok helyszínén. Jelenleg a Olympiapark München GmbH üzemelteti, mely teljes egészében München város tulajdonában áll.
Az egykori olimpiai helyszín létesítményei ma is állnak és jelenleg is rendezvények, koncertek, sportesemények helyszínei.

## Rendezvények

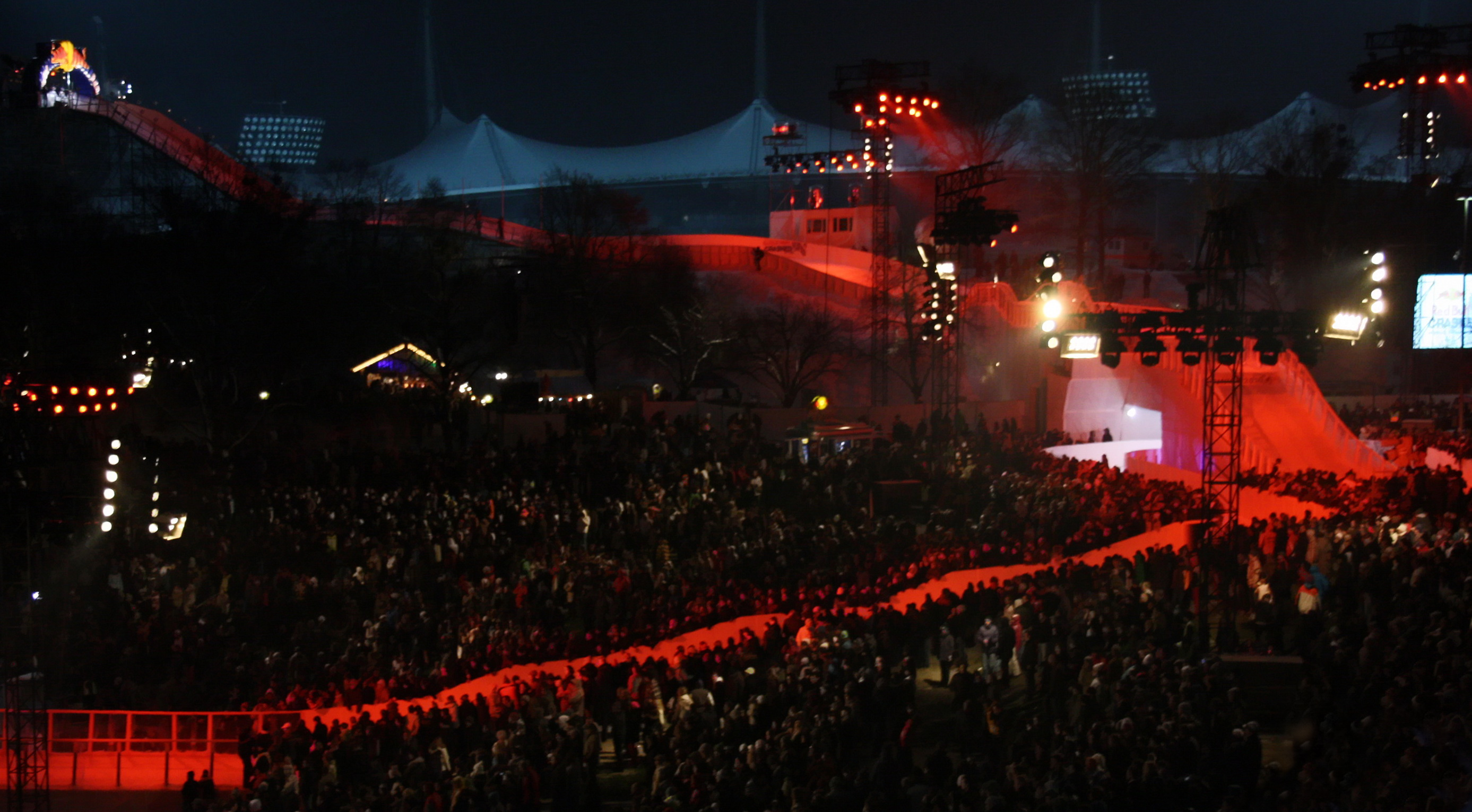
Red Bull Crashed Ice 2010

### Olympic Hall
- Six-Day-Run (1972 óta)
- Munich Indoors (1998 óta)
- Supercross-Cup (199 óta9)
- Holiday on Ice (1975 óta)
- Night of the Proms (1995 óta)
- International Exhibition (1972 óta)
- Watchtower-Congress of the Jehovah's Witnesses (1973 óta)

### Olimpiai uszoda Swim Hall
- 24 órás úszás (2000 óta)
- Müncheni triatlon (2003 óta, mindig május végén)

1970 január 17-én nyitott.

### Szabadtéri színház
- Nyári zenés színház (1972 óta)
- Pünkösdi színház (2001 óta)

### Egyebek
- Spartan Race Sprint
- Tollwood Festival (nyári zenés fesztivál)
- Summerfest in Olympiapark